# Jarrett (Schiff)
Die USS Jarrett (FFG-33) war eine Fregatte der Oliver-Hazard-Perry-Klasse. Sie wurde nach Vizeadmiral Harry B. Jarrett benannt.

## Geschichte
FFG-33 wurde Anfang 1978 in Auftrag gegeben und am 11. Februar 1981 bei Todd Pacific Shipyards in San Pedro, California auf Kiel gelegt. Bereits im Oktober 1981 lief das Schiff vom Stapel, am 2. Juli 1983 wurde die Jarrett in Dienst gestellt.
Während des Ersten Golfkrieges beobachtete ein von Jarrett gestarteter Helikopter das iranische Schiff Iran Ajr beim Minenlegen. Die so gefundenen Minen konnten später mit Minen korreliert werden, die die Samuel B. Roberts schwer beschädigt hatten. So war die Jarrett mittelbar für den Start der Operation Praying Mantis verantwortlich.
Während der Operation Desert Storm wurde auf die Kampfgruppe der Jarrett, der außerdem die Missouri und die britische Gloucester angehörten, ein irakischer Silkworm-Seezielflugkörper abgefeuert. Sie wurde von Gloucester mit einer Sea Dart abgefangen. Die Jarrett hatte versucht, die Rakete mit Phalanx CIWS abzuschießen, traf jedoch in einem Fall von friendly fire das Schlachtschiff Missouri mit vier bis fünf Geschossen.
1997 führte die Jarrett eine U-Jagd-Übung gegen die chilenische Simpson und die amerikanische Salt Lake City durch, an der Seite der Fregatte fuhren Eliiot und Valley Forge. Am 18. Dezember 1998 übernahm mit Commander Kathleen McGrath auf der Jarrett erstmals eine Frau das Kommando über eine Fregatte und als zweite Frau nach Commander Maureen A. Farren ein US-Kriegsschiff.
Im August 2003 fuhr Jarrett mit der ersten Expeditionary Strike Group. Während einer sechsmonatigen Verlegung 2009 beschlagnahmte die Besatzung im östlichen Pazifik Rauschgift im Wert von 266 Millionen US-Dollar. Am 3. September 2010 begann die letzte Einsatzfahrt der Fregatte. Unter Kommando der Joint Interagency Task Force South wurde sie zur Schmuggler-Bekämpfung im Pazifik eingesetzt. Am 21. April 2011 wurde die Jarrett außer Dienst gestellt. Das Schiff wurde eingemottet und soll möglicherweise an eine verbündete Marine verkauft werden.